# Liste der Monuments historiques in Le Pin (Seine-et-Marne)
Die Liste der Monuments historiques in Le Pin (Seine-et-Marne) führt die Monuments historiques in der französischen Gemeinde Le Pin auf.

## Liste der Objekte
| Bezeichnung                       | Beschreibung | Standort | Kennzeichnung | Schutzstatus | Datum | Bild |
| --------------------------------- | --- | --- | ------------- | ------------ | ----- | ---- |
| Glocke                            | Bronzeglocke die im Jahr 1650 gegossen und im Jahr 2005 restauriert wurde. | In der Kirche St-Antoine (Lage)                                                                                            | PM77001348    | Classé       | 1942  |      |
| Grabtafel aus Stein mit Inschrift | Grabtafel von Michel Chauveau, Kantor und Domherr von Saint-Germain-l'Auxerrois in Paris und Pfarrer von Le Pin, gestorben 1530. Hergestellt im 16. Jahrhundert.                                                                            | In der Kirche St-Antoine (Lage)                                                                                            | PM77001349    | Classé       | 1980  |      |
| Adlerpult                         | Skulptur eines Adlers, der auf einer Kugel ruht und auf dem Rednerpult aufgesetzt wurde. Der dreiseitige Fuß des Pults stellt das Symbol der Dreifaltigkeit dar. Zwischen der Kugel und dem Fuß wurde ein vasenförmiges Element einbezogen. | Gestohlenes Kunstwerk aus der Kirche St-Antoine. Geo-Koordinate ist mit dem letzten bekannten Standort eingetragen. (Lage) | PM77004504    | Inscrit      | 1985  |      |